# Alice Tegnér
Alice Charlotta Tegnér, nata Alice Sandström (Karlshamn, 12 marzo 1864 – Djursholm, 26 maggio 1943), è stata una compositrice svedese, considerata la più importante autrice di canzoni per bambini della Svezia fra la fine del XIX e la prima metà del secolo seguente.

## Biografia

### Formazione
Alice Sandström nacque a Karlshamn, in Svezia, ed era la figlia del capitano di una nave di nome Eduard (1829–1879). Appassionatasi ben presto di musica, Sandström imparò a suonare il pianoforte, frequentò dei seminari a Stoccolma (Högre lärarinneseminariet) e studiò per diventare un'insegnante. Dopo aver conseguito la laurea, Sandström svolse diversi lavori fra cui quello della governante, mentre, quando era a Djursholm, fu insegnante in una scuola media e cantora presso una cappella (la medesima in cui Natanael Beskow faceva il predicatore). Nel 1885, Sandström sposò Jakob Tegnér (1851-1926), avvocato diventato un segretario dell'Associazione degli editori svedesi ed editore dello Svenska Bokhandelstidningen, e da lui prese il cognome.

### Carriera
Alice Tegnér scrisse molte famose canzoni per bambini in lingua svedese come, ad esempio, Mors lilla Olle, Bä, bä, vita lamm, Gläns över sjö och strand e Tre pepparkaksgubbar,  contenute nella serie di nove canzonieri Sjung med oss, mamma ! Oltre a scrivere canzoni per l'infanzia e filastrocche, Tegnér componeva musica colta ispirata al repertorio popolare svedese, fra cui musica sacra e da camera, brani per violoncello, sonate per violino e cantate. Nel 1943, anno della sua morte, venne pubblicato il suo innario Nu ska vi sjunga, con illustrazioni di Elsa Beskow.

## Opere
- Sjung med oss, Mamma! (primo volume), 1892
- Sjung med oss, Mamma! (secondo volume), 1893
- Sjung med oss, Mamma! (terzo volume), 1895
- Sjung med oss, Mamma! (quarto volume), 1897
- Sjung med oss, Mamma! (quinto volume), 1899
- Sjung med oss, Mamma! (sesto volume), 1913
- Sjung med oss, Mamma! (settimo volume), 1920
- Sjung med oss, Mamma! (ottavo volume), 1914
- Sjung med oss, Mamma! (nono volume), 1934
- Nu ska vi sjunga, 1943